# Kathedrale von Dubrovnik

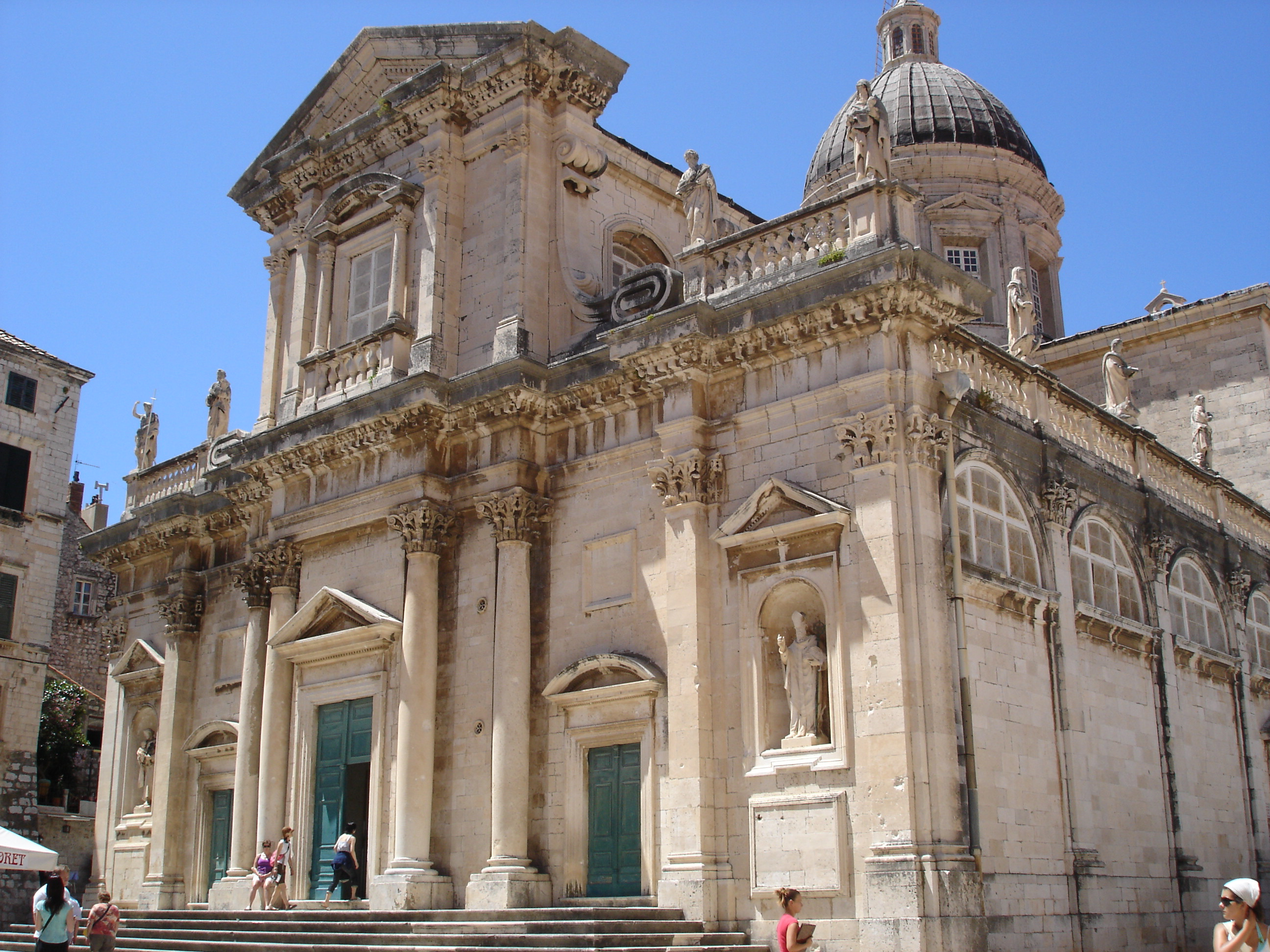
Kathedrale von Dubrovnik

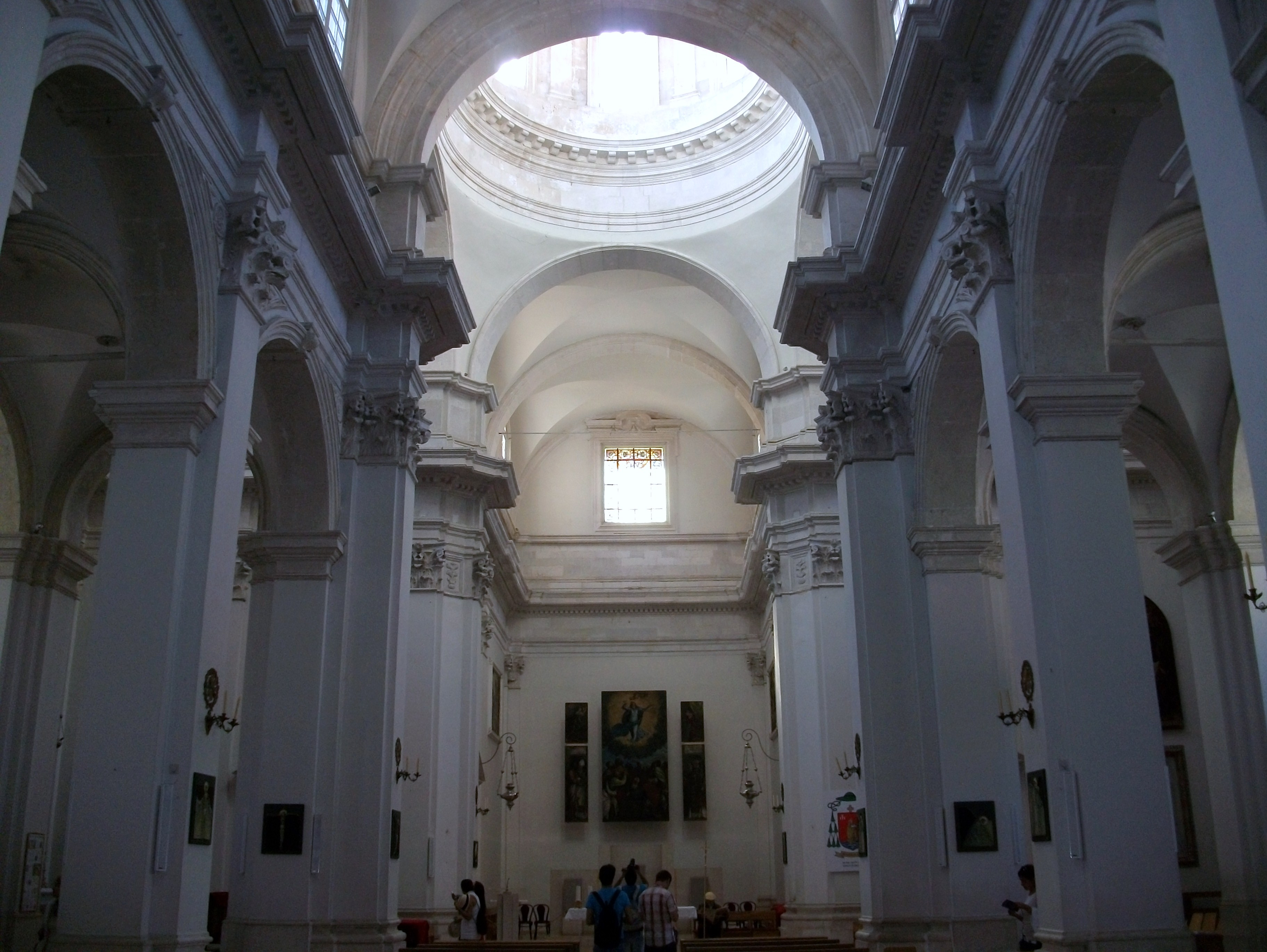
Inneres

Die Kathedrale von Dubrovnik (kroat. Katedrala Uznesenju Blažene Djevice Marije na nebo – „Kathedrale der Aufnahme der seligen Jungfrau Maria in den Himmel“; kurz Velika Gospa) ist die Bischofskirche des römisch-katholischen Bistums Dubrovnik in der kroatischen Stadt Dubrovnik. Die barocke Basilika, erbaut in den Jahren 1672 bis 1713 in der Altstadt von Dubrovnik, ist seit 1979 Teil der UNESCO-Welterbestätte.

## Geschichte
Die heutige Kathedrale hatte einen romanischen Vorgängerbau. Dessen Entstehung verbindet die Ortstradition mit der Rückkehr Richard Löwenherz’ vom dritten Kreuzzug im Jahr 1192. Auf der Fahrt durch die Adria habe er Schiffbruch erlitten und sei mit knapper Not zur Insel Lokrum vor Dubrovnik gelangt. Zum Dank für die Rettung habe er den Kathedralbau finanziert.
Bei Restaurierungsarbeiten im Dom 1981 wurden noch weit ältere Gebäudereste gefunden, die vor die frühmittelalterliche Gründungszeit des Bistums Dubrovnik zurückreichen sollen.
1667 wurde Dubrovnik von einem verheerenden Erdbeben betroffen, das große Teile der Stadt zerstörte. Für den Wiederaufbau setzte sich besonders Stjepan Gradić (1613–1683) ein. Der Dubrovniker Gelehrte war seit 1653 Gesandter der Republik Ragusa beim Heiligen Stuhl, Mitarbeiter der Kurie und Kustos der Vatikanischen Bibliothek. Er konnte an das Interesse anknüpfen, das die Päpste seit jeher dem vorgeschobenen Posten der Lateinischen Kirche an der Grenze zur Orthodoxie und zum Osmanischen Reich entgegenbrachten, und mobilisierte auch andere europäische Höfe für seine Heimatstadt.
So wurde bereits fünf Jahre nach dem Erdbeben ein vollständiger Neubau der Kathedrale im Stil des römischen Barock nach Plänen von Andrea Buffalini aus Urbino begonnen. Bis zur Fertigstellung vergingen vier Jahrzehnte.

## Architektur und Ausstattung
Die Kathedrale ist eine dreischiffige Basilika mit Querhaus und schlanker Vierungskuppel. Das Langhaus umfasst vier Joche, der flach schließende Chor drei. Die Portalfassade weist nach Osten, zum Hafen. Sie ist mit Säulen, Giebeln, Architraven und Statuen reich geschmückt.
Der Innenraum ist weiß gefasst und mit Ziergebälken, Bögen und Kapitellen geschmückt. Die Ausstattung aus dem 18. Jahrhundert umfasst kunstvolle Altäre. In der Domschatzkammer sind kostbare Reliquiare aus der Zeit vor dem Erdbeben aufbewahrt, darunter Schädel- und Handreliquie des Stadtpatrons St. Blasius (sv. Vlaho).

### Orgel
Bereits um 1440 ist eine erste Orgel bezeugt. Vincenca Colombi (Venedig) baute 1523–1524 ein neues Instrument mit sieben Registern. In der Barockzeit wurde eine neue Orgel mit neuem Prospekt errichtet. In das alte Gehäuse baute Tito Tonoli (Brescia) im Jahr 1880 und Josip Brandl (Maribor) 1937 ein neues Orgelwerk ein. Diese Orgel wurde 1975 in die Jesuitenkirche St. Ignatius umgesetzt.
Die heutige Orgel der Kathedrale wurde 1987 vom italienischen Orgelbauer Gustavo Zanin erbaut und besitzt folgende Disposition:

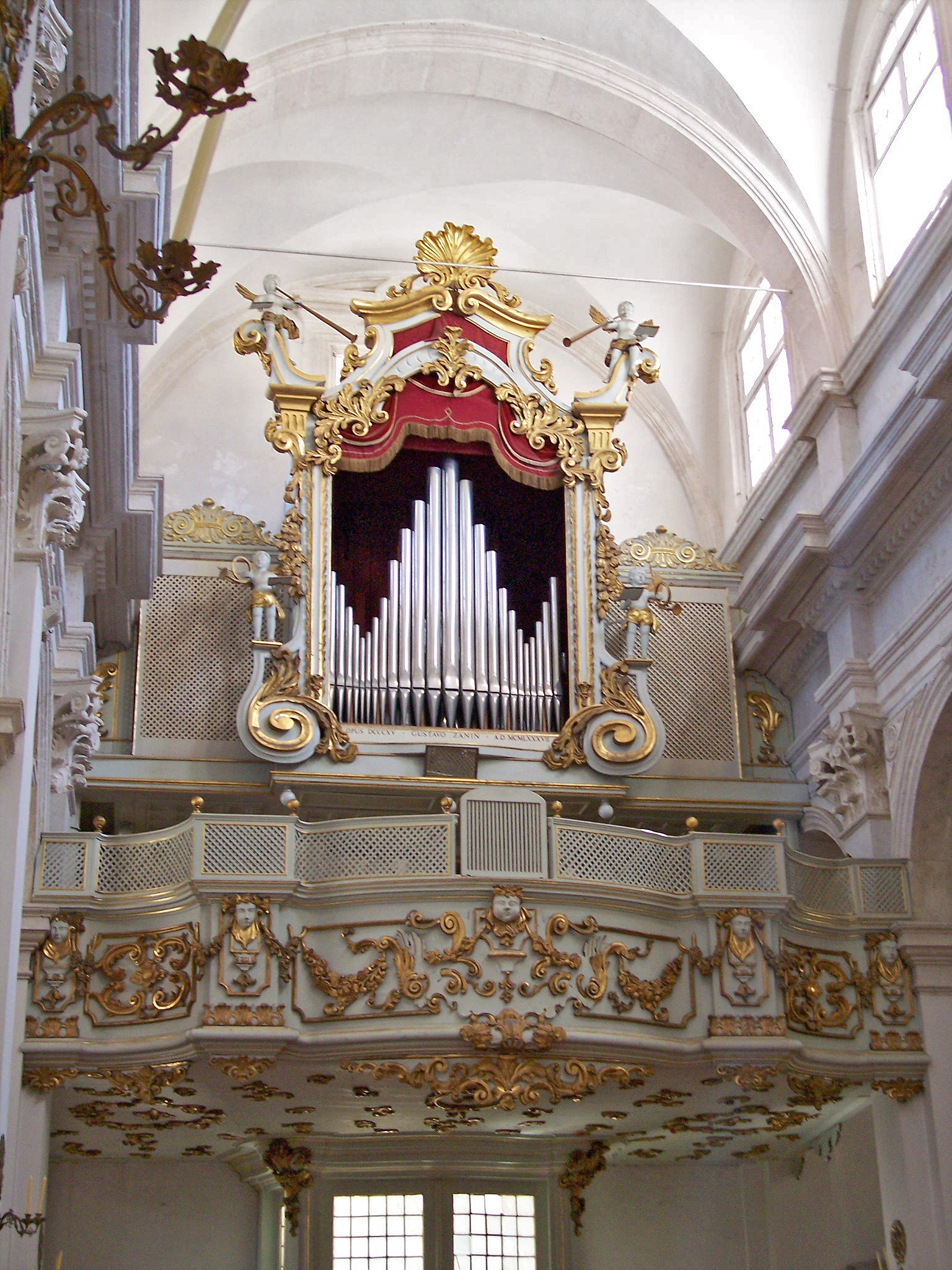
Orgel der Kathedrale

| I Manual C–c4 |                 |     |
| 1.            | Principale      | 16′ |
| 2.            | Principale      | 8′  |
| 3.            | Ottava          | 4′  |
| 4.            | Quintadecima    | 2′  |
| 5.            | Ripieno IV      |     |
| 6.            | Sesquialtera II |     |
| 7.            | Cornocamoscio   | 8′  |
| 8.            | Cromorno        | 8′  |

| II Manual C–c4 |                 |       |
| 9.             | Principale      | 8′    |
| 10.            | Bordone         | 8′    |
| 11.            | Ottava          | 4′    |
| 12.            | Decimaseconda   | 2 ⁄3′ |
| 13.            | Quintadecima    | 2′    |
| 14.            | Decima nona     | 1 ⁄3′ |
| 15.            | Vigesimaseconda | 1′    |
| 16.            | Ripieno V       |       |
| 17.            | Voce umana      | 8′    |
| 18.            | Tromba          | 8′    |

| III Manual C–c4 |              |       |
| 19.             | Bordone      | 16′   |
| 20.             | Bordone      | 8′    |
| 21.             | Viola        | 8′    |
| 22.             | Voce celeste | 8′    |
| 23.             | Principale   | 4′    |
| 24.             | Flauto       | 4′    |
| 25.             | Nazardo      | 2 ⁄3' |
| 26.             | Silvestre    | 2′    |
| 27.             | Ripieno IV   |       |
| 28.             | Oboe         | 8′    |

| Pedal C–g1 |             |         |
| 29.        | Principale  | 16′     |
| 30.        | Bordone     | 16′     |
| 31.        | Subbasso    | 16′     |
| 32.        | Contrabasso | 16′     |
| 33.        | Quintaton   | 10 2⁄3' |
| 34.        | Basso       | 8′      |
| 35.        | Bordone     | 8′      |
| 36.        | Ottava      | 4′      |
| 37.        | Fagotto     | 16′     |
| 38.        | Tromba      | 8′      |
| 39.        | Clarone     | 4′      |